# Alagomyidae
Los alagomíidos (Alagomyidae) son una familia extinta de mamíferos del orden Rodentia que vivieron desde el Paleoceno Superior hasta el Eoceno inferior en Asia y América del Norte (McKenna y Bell, 1997). Los Alagommydae han sido identificados como los miembros basales de los roedores, extendiéndose fuera del linaje de los otros miembros (Meng et al., 1994).
Debido a su filogenética y su morfología conservadora dental, han desempeñado un papel clave en la investigación de los orígenes y las relaciones de los roedores (Meng et al., 1994; Meng y Wyss, 2001).